# Anisoplia reitteriana
Anisoplia reitteriana är en skalbaggsart som beskrevs av Semenov 1903. Anisoplia reitteriana ingår i släktet Anisoplia och familjen Rutelidae. Inga underarter finns listade i Catalogue of Life.